# Палотта, Грейс
Грейс Палотта или Паллотта (англ. Grace Palotta, ок. 1870, Вена — 21 февраля 1959, Лондон) — английская актриса, певица, модель, один из символов прекрасной эпохи.

## Биография
Выступала в лондонском Gaiety Theatre. В 1895—1918 не раз гастролировала с театром в Австралии, где, в частности, блистала в известной музыкальной комедии Генри А. Дю Суше Человек из Мехико. Затем поселилась в Мельбурне, где и закончила сценическую карьеру.
Открытки с её фотоизображениями (в том числе — Привет из Австралии, Счастливого Рождества и т. п.) были чрезвычайно популярны в конце XIX — начале XX вв., значительное количество их сохранилось.